# Епархиальное женское училище (Екатеринбург)
Екатеринбургское епархиальное женское училище — женское училище в Екатеринбурге при Ново-Тихвинском монастыре, существовавшее в 1838—1920 годах. В настоящий момент административно-учебное здание, здание епархиального женского училища и здание пансиона являются памятниками истории и культуры регионального значения.

## История
При Ново-Тихвинском монастыре обучение детей духовных, купеческих и других сословий велись в келиях старшими грамотными монахинями с момента возникновения монастыря, с 1809 года. На основании правил Высочайшие утверждённых в 1836 году и устава Духовной консистории 4 сентября 1838 года было открыто Екатеринбургское монастырское женское училище при Ново-Тихвинском монастыре. В 1838—1848 годах обучение и содержание учениц-сирот шло за счёт монастыря. Учителем выступал один монастырский священник без жалования, рукоделие и другие предметы велись монахинями без жалования. В 1848 году был утверждён Устав женского училища, по которому обучение продолжилось всех сословий, воспитанницы могли жить с родителями или при монастыре, но приходящих воспитанниц не было. В 1848—1866 годах обучение для воспитанниц осталось безвозмездное, за счёт монастыря, а обучение уже велось двумя монастырскими священниками без жалования, монахини продолжили обучать письму и чтению также без жалования. 25 августа 1865 года Пермская духовная консистория утвердила четырёхклассное женское училище. С 1866 года попечителями училища стали назначать оклады трём учителям, монастырским священникам, ещё один обучал безвозмездно. С 5 сентября 1870 года первыми светскими учителями в училище становятся супружеская пара Колобовых. С 1871 года жалование стали получать все четыре священных служителя и два светских учителя.
В программу четырёхклассного обучения входили следующие предметы: в первый год, чтение, чистописание, заучивание на память, рукоделие и пение; во-второй год: история ветхого завета, изучение катехизиса, изучение праздников, объяснение литургии, арифметика, чистописание, рукоделие и пение; в-третий год, история нового завета, изучение катехизиса, грамматика, арифметика, география, история, объяснение различных видов богослужений, рукоделие, домохозяйство и пение; четвёртый год, изучение катехизиса, история церкви, грамматика, арифметика, история России, география России, рукоделие, домохозяйство и пение.
Училище располагалось в каменном двухэтажном здании с особенным двором и садом. Дом находился возле монастыря, принадлежал монастырю и располагался на монастырской земле. Содержание дома шло за счёт монастыря.
В 1866 году был учреждён детский приют при училище для девиц-сирот духовного звания. Воспитанниц приюта принимали в возрасте 6-9 лет, а по достижении ими 10 лет принимали в училище. Приют располагался вместе с училищем. Обучение в нём велось чтению, чистописанию, закону Божьему и рукоделию. В 1872 году в приюте числилось 16, а в 1873 году — 30 воспитанниц.
В связи с проводимыми реформами обер-прокурора Святейшего синода К. П. Победоносцева количество церковно-приходских школ в России увеличивалось, так в Екатеринбургской епархии выросло с 117 в 1885 году до 162 школ в 1900 году. Рос спрос на педагогические кадры. В 1880 году программа была пересмотрена c четырёхклассного до шестиклассного епархиального училища. Указом Святейшего Правительствующего Синода от 30 апреля 1880 года за № 1581, на имя Преосвященного Вассиана, епископа Пермского и Верхотурского, училище было преобразовано в Зауральское епархиальное шестиклассное женское училище. В 1880 году училище было переведено из Ново-Тихвинского монастыря в только построенное здание на углу Александровского проспекта (ныне улицы Декабристов, дом 83) и Щепной площади (Университетский переулок). В 1886 году училище вновь было переименовано в Екатеринбургское епархиальное женское училище.
Наметился дефицит педагогических кадров. Начиная с 1881 года, окончившие курсы получали профессию учительницы, выдавалось свидетельство. Готовились кадры для церковно-приходских школ. В первый выпуск в 1887 году из 23 выпускниц 19 успешно сдали выпускные экзамены и удостоились звания домашних учительниц. Среди талантливых педагогов была и выпускница Анастасия Павловна Беренова, которая была награждена золотой медалью на Аннинской ленте в 1912 году.
Училище принимало девочек не моложе 9 лет, окончившие церковно-приходские школы. Отбор учениц в 1-4 классы проводился в результате вступительных экзаменов. Обучение было платным, плата шла и за обучение, и за содержание, и за проживание в пансионате. Дочерям из семей малообеспеченных священнослужителей предоставлялись скидки. Большинство воспитанниц происходили из духовенства, однако были и дети светских лиц, им не предоставлялась скидка. Стоимость полного содержания в училище в 1885 году для светских лиц составляла 180 рублей в год, а стоимость для детей духовных лиц — 90 рублей.
Училище находилось в ведении Духовного комитета Святейшего синода под управлением местного преосвященного (главного начальника женского училища и духовной консистории, утверждавшего все должностные лица при училище). Начальницей училища в 1880—1890 годах была настоятельница Ново-Тихвинского монастыря игуменья Магдалина (в миру М. А. Неустроева). Начальницей училища в 1903—1918 годах была выпускница Казанского родионовского института В. В. Ронгинская.
Программа дисциплин в училище включала в себя следующие предметы: Закон Божий, церковнославянский язык, арифметику, физику, геометрию, географию, историю, церковное пение, рукоделие, чистописание, русский язык, словесность, французский и немецкий языки, гигиену, гимнастику и педагогику. При Екатеринбургском епархиальном женском училище была открыта воскресная церковно-приходская школа в 1884 году, а с 1887 года она была преобразована, согласно определению Святейшего синода, в образовательную школу.
При осуществлении учебного процесса использовались отдельные кабинеты для рисования, рукоделия, музыки, физики. А в кабинете физики имелись приборы для лабораторных занятий: динамометр, гидростатические весы, сифон и ливер, подзорная труба. В «Акте об осмотре помещений Епархиального училища» за 1886 год отмечалось, что учебные кабинеты — теплые, но отсутствует вентиляция. В училище была своя значительная библиотека. В 1897 году Ново-Тихвинским монастырём на своей земле было построено «красное угловое училищное здание».
В разные годы в училище преподавали И. Д. Знаменский, В. К. Коровин, И. А. Левитский, Н. И. Макушин, Г. А. Младов, а в 1907—1913 годах учителем письма, чистописания, грамматики был Павел Бажов.
В декабре 1916 года по проекту архитектора К. А. Полкова был построен новый учебный корпус училища по адресу Щепная площадь (Университетский переулок, дом 9) с церковью Святой Великомученицы Екатерины при нём. 10 января 1917 года храм и новый корпус были освящены. В 1915 году в связи с тяжёлым финансирование количество воспитанниц сократились на одну треть. Материальная поддержка от государства и церкви была прекращена. Весной 1917 года в здании стал размещаться военный госпиталь, а до августа 1918 года — Академия Генерального штаба. Занятия в училище продолжались до весны 1920 года.
В настоящий момент в здании старого учебного корпуса располагается Екатеринбургский монтажный колледж с 1934 года, в здании пансиона — Екатеринбургский экономико-технологический колледж, в здании нового учебного корпуса — корпус Уральского государственного горного университета с 1919 года.

## Архитектура

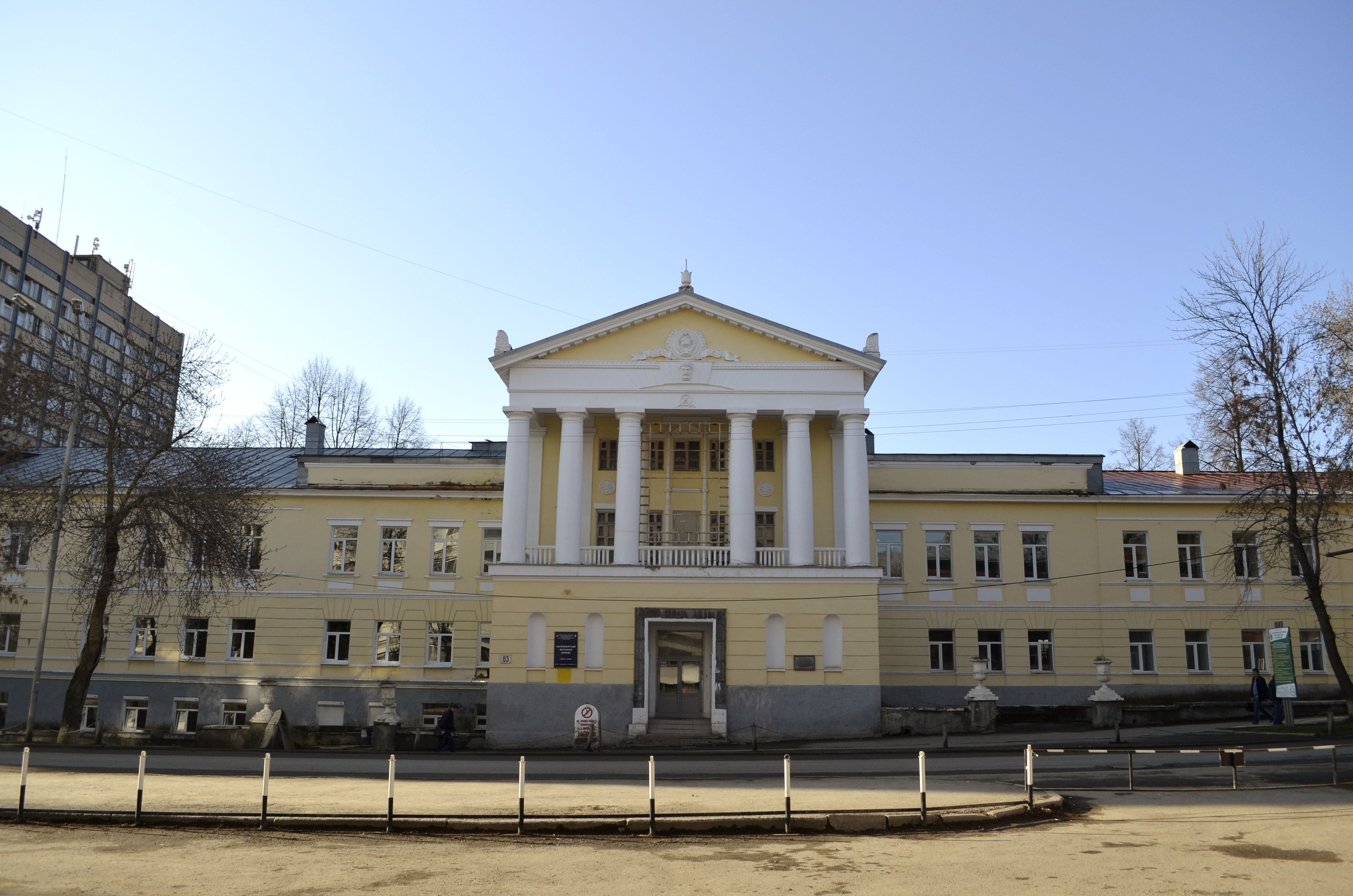
Старый учебный корпус епархиального женского училища, 2016

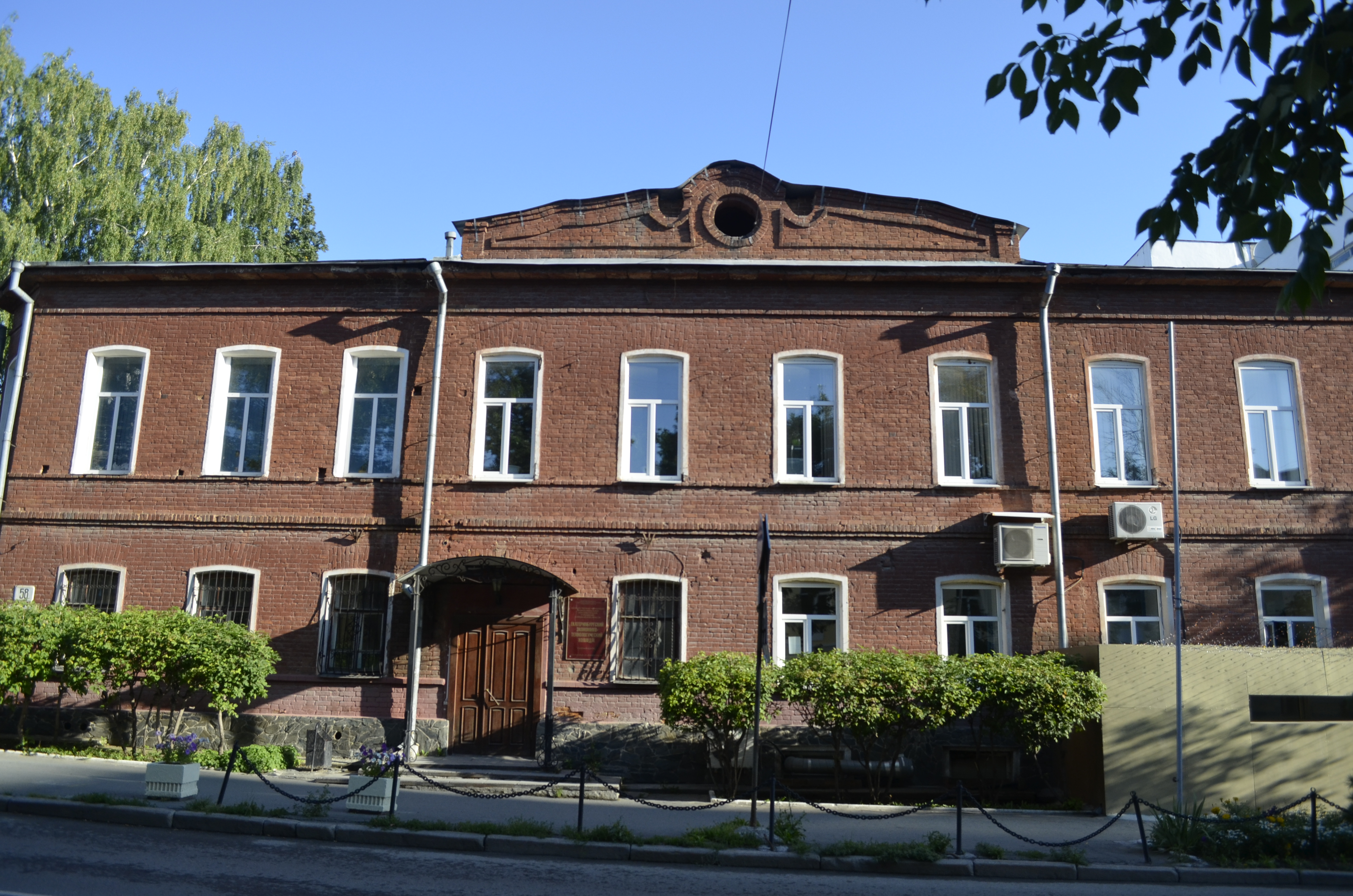
Пансион епархиального женского училища, 2015

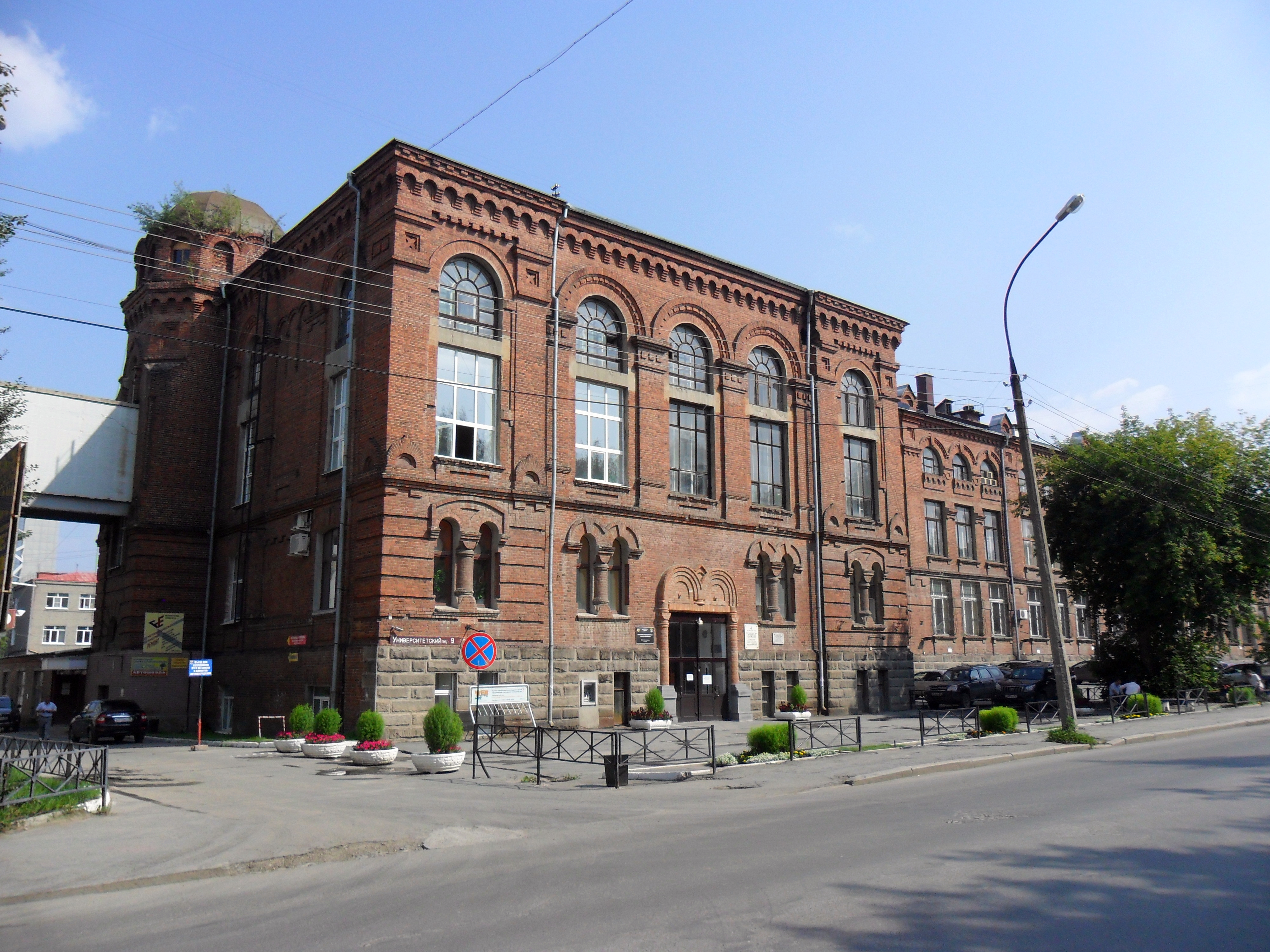
Новый учебный корпус епархиального женского училища, 2016

### Административно-учебное здание
В настоящий момент административно-учебное здание представляет собой каменное здание, расположенное в начальном квартале улицы Декабристов (Александровский проспект), которое было перестроено в 1952—1953 годах по проекту архитектора С. А. Васильева. Здание имеет трёхчастную симметричную композицию с центральным и двумя боковыми ризалитами со стороны северного главного фасада. На газоне перед главным фасадом, с примыканием к центральному ризалиту имеется экседр со скамьями, обозначенными по красной линии крупными вазонами на постаментах. По центру расположен массивный ризалит с шестиколонным портиком дорического ордера. Первый этаж ризалита отделан штукатуркой «под руст» с выделением главного входа высоким прямоугольным порталом с парными арочными нишами по сторонам от него. Глубокий шестиколонный портим в центре имеет невысокую балюстраду ограждения. Центральный ризалит с гладкими архитравом и фризом, лепным карнизом и треугольным фронтоном сочетает в себе античные элементы с советской эмблематикой. Тимпан с лепниной, изображающую государственный герб, украшен лавровыми ветвями с лентой, на которую указана дата строительства — «1952-1953». Внизу — классический маскарон, а ещё ниже — на плоскости архитрава — пятиконечная звезда в лавровом венке с лентами. Скаты фронтона с античными акротерии имеют крупные модульоны, конек — флагшток в форме чаши на основании. Боковые корпуса отделаны штукатуркой. Этажи выделены профилированными междуэтажными поясами. Окна верхних этажей с прямыми сандриками и подоконными филёнками, фасады с профилированными карнизами, имеющие линейный рисунок и примыкающие к центральному ризалиту гладкими парапетами. Фасады разновысоких боковых ризалитов симметричны. По их центральным осям идёт декор из двух окон — прямоугольного и арочного. Прямоугольное окно с наличником в форме двухколонного портика с антаблементом является пластическим акцентом фасадов. В здании выделяются парадная лестница и актовый зал. А само здание является памятником архитектуры послевоенного периода советской неоклассики, которому свойственно академическое воспроизведение классицистических приёмов. Решением Свердловского областного Совета народных депутатов № 75 от 18.02.1991 года здание поставлено на государственную охрану как памятник градостроительства и архитектуры регионального значения. Постановлением Правительства Свердловской области № 1056-ПП от 29.10.2007 года внесены изменения в название объекта с Здания епархиального училища, где в 1903—1914 гг. преподавал Бажов П. П. на Административно-учебное здание.

### Пансион женского епархиального училища
В настоящий момент пансион женского епархиального училища представляет собой двухэтажное каменное здание с подвалом, расположенное там же в начальном квартале улицы Декабристов (Александровский проспект) и Университетского переулка (Щепной площади). Здание имеет Г-образный план постройки в связи с его расположением на углу квартала с функциональным разделением на школьный корпус и жилой дом, которые составляет единый объём. Здание имеет срезанный угол школьного корпуса. К северному торцу здания примыкает объём для туалетов. Краснокирпичное здание почти без декора с ордерным членением фасадов. Междуэтажная тяга простого профиля выделяет верхний ярус от нижнего, цокольного. Узкими тягами выделены фриз в верхней части стены и низ оконных проёмов. Западный и южный фасады имеют фигурный фронтон с тимпанами, прорезанными круглыми слуховыми окнами. Здание является образцом рационального кирпичного стиля конца XIX века, характерного для массового, дешёвого строительства, для школ и больниц. Решением Свердловского облисполкома № 454 от 04.12.1986 года здание поставлено на государственную охрану как памятник градостроительства и архитектуры, памятник истории регионального значения. Постановлением Правительства Свердловской области № 1056-ПП от 29.10.2007 года внесены изменения в название объекта с Бывшего здания Уральского лесотехнического института, где в 1925—1936 гг. работал учёный—лесовод Семёнов К. С. на Пансион женского епархиального училища.

### Здание епархиального училища
В настоящий момент корпус бывшего здания епархиального училища, расположенного там же в квартале, ограниченном Университетским переулком (Щепной площади), улицей Народной Воли (Монастырской улицей), улицей Декабристов (Александровским проспектом), представляет собой каменное трёхэтажное здание в кирпичном стиле.
Функции учебного корпуса были разделены на главный блок с вестибюлем и фойе, церковный блок, трёх учебных и жилой блок с квартирами для преподавателей. Главная лестница частично вынесена за северную стену главного корпуса, а восьмигранный ярус колокольни перекрыт куполом. Западный главный фасад разделён разновеликими ризалитами, делая асимметрию. Цокольный этаж облицован грубо обработанными гранитными квадрами. Первый этаж выделен горизонтальной тягой, а второй и третий этажи объединены широкими лопатками. Главный вход находится в северном ризалите и выделен широкой аркой. Декор здания использован различных архитектурных стилей. На фасадах использована классическое трёхчастное членение, а стены имеют крупную рустовку подобно флорентийским палаццо. В здании использованы прямоугольные окна, окна с лучковым завершением, венецианские окна с романсковизантийскими колонками в простенках, французские окна, одинарные арочные и двухчастные древнерусские с подвесными арками окна. На фасадах использованы рельефный карниз мелкого рисунка, геометрические вставки на плоскости лопаток и простенков, килевидные кокошники. После передачи здания горному институту была проведена перепланировка церковного блока и удалены главки с крестами. В 1960-х годах с восточной стороны корпуса пристроили дополнительный учебный блок, образовавший в центре здания два дворовых каре. Решением Свердловского облисполкома № 454 от 04.12.1986 года здание поставлено на государственную охрану как памятник градостроительства и архитектуры, памятник истории регионального значения. Постановлением Правительства Свердловской области № 207-ПП от 10.03.2011 года внесены изменения в название объекта с Бывшего здания епархиального училища, позже Уральского государственного университета А. М. Горького. В этом здании в августе 1917 года проходил 2-й окружной съезд Советов Урала на Здание епархиального женского училища и даты с первой половины XX века на 1913—1916 годы.
Численность учащихся и выпускников
| №  | Учебный год | Всего учеников | Кол-во выпускников |
| -- | ----------- | -------------- | ------------------ |
| 1  | 1859/1860   | 32             |                    |
| 2  | 1860/1861   | 35             |                    |
| 3  | 1861/1862   | 35             |                    |
| 4  | 1862/1863   | 32             |                    |
| 5  | 1863/1864   | 33             |                    |
| 6  | 1864/1865   | 36             |                    |
| 7  | 1865/1866   | 47             |                    |
| 8  | 1867/1868   | 43             |                    |
| 9  | 1868/1869   | 46             |                    |
| 10 | 1869/1870   | 49             |                    |
| 11 | 1870/1871   | 47             |                    |
| 12 | 1871/1872   | 47             |                    |
| 13 | 1872/1873   | 58             |                    |
| 14 | 1873/1874   | 73             |                    |
| 15 | 1874/1875   | 82             |                    |
| 16 | 1886/1887   | 228            | 20                 |
| 17 | 1887/1888   | 236            | 23                 |
| 18 | 1888/1889   | 234            | 29                 |
| 19 | 1890/1891   | 242            | 23                 |
| 20 | 1892/1893   | 266            | 22                 |
| 21 | 1893/1894   | 266            | 41                 |
| 22 | 1894/1895   | 269            | 24                 |
| 23 | 1900/1901   | 267            | 35                 |
| 24 | 1901/1902   | 277            | 27                 |
| 25 | 1902/1903   | 262            | 30                 |
| 26 | 1908/1909   | 307            | 48                 |
| 27 | 1909/1910   | 320            | 62                 |
| 28 | 1910/1911   | 326            | 35                 |
| 29 | 1911/1912   | 338            | 47                 |
| 30 | 1913/1914   | 330            | 38                 |
| 31 | 1915/1916   | 209            | 49                 |
| 32 | 1915/1916   | 335            | -                  |

## Галерея

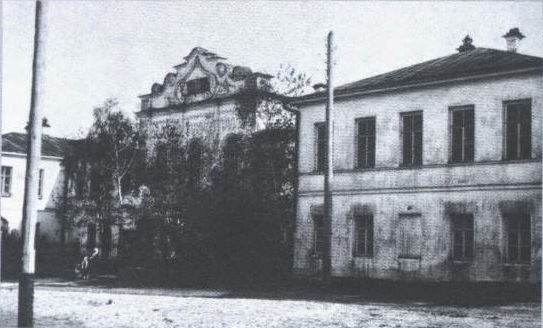
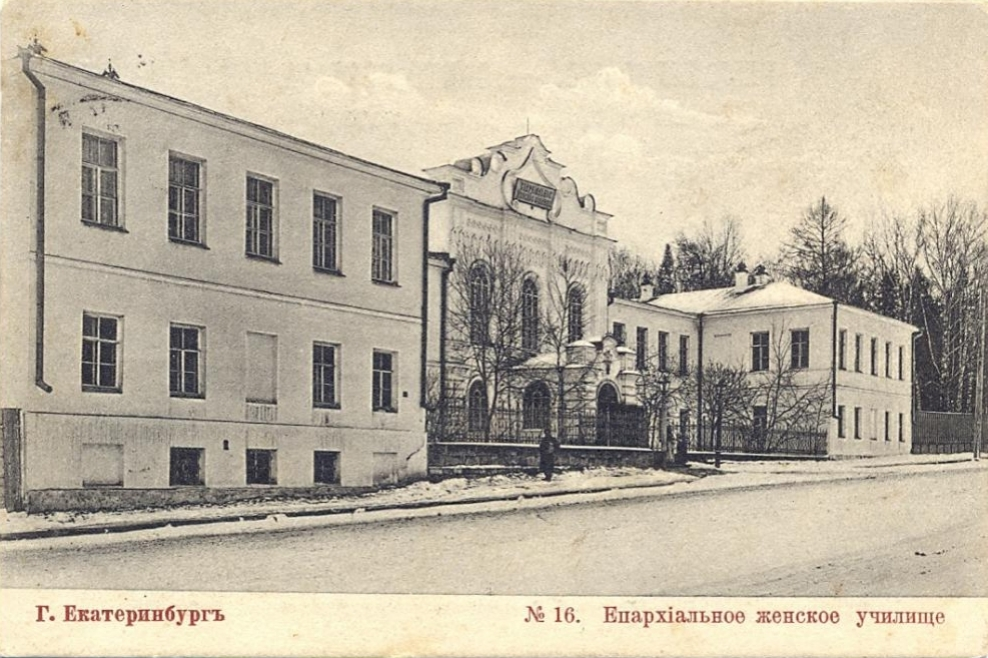
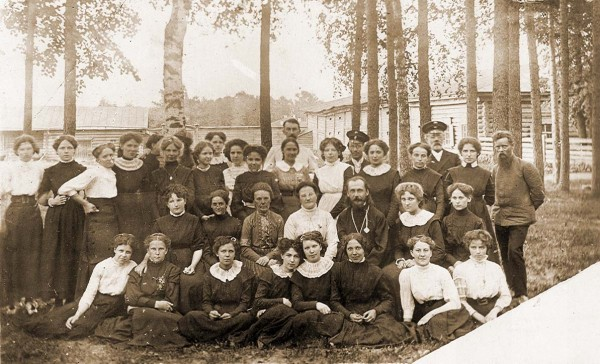
П.П. Бажов, В.А. Иваницкая, Епархиальное училище, 1910 г.
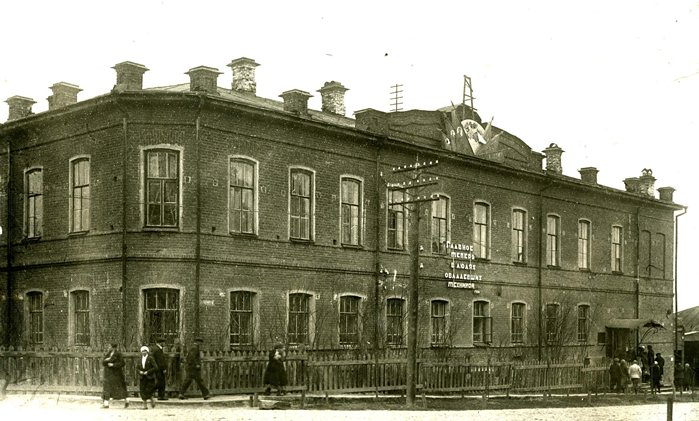
Пансион Екатеринбургского епархиального женского училища, 1920 г.